# Skoki narciarskie na Zimowych Igrzyskach Olimpijskich 1924
Podczas Zimowych Igrzysk Olimpijskich 1924 w Chamonix po raz pierwszy w historii skoczkowie narciarscy walczyli o medale olimpijskie. Rozegrano jeden konkurs indywidualny, na skoczni Tremplin aux Bossons. Mistrzem olimpijskim został Norweg Jacob Tullin Thams, srebrny medal zdobył Narve Bonna, a brąz Anders Haugen.
W zawodach wzięło udział 27 skoczków z dziewięciu państw.

## Tło
Po raz pierwszy konkurs skoków narciarskich na igrzyskach olimpijskich planowano przeprowadzić podczas Letnich Igrzysk Olimpijskich 1916, na których rywalizować mieli także przedstawiciele innych sportów zimowych (biegów narciarskich i kombinacji norweskiej). Ostatecznie jednak, z powodu wybuchu I wojny światowej, pomysł ten nie został zrealizowany.
W 1924 odbył się Tydzień sportów zimowych w Chamonix-Mont-Blanc, nazwany później I Zimowymi Igrzyskami Olimpijskimi. Wśród rozgrywanych dyscyplin znalazły się skoki narciarskie. Konkurs rozegrano na skoczni Tremplin aux Bossons o punkcie krytycznym na 60 metrze.
Jako głównych faworytów do zdobycia medalu wymieniano czterech Norwegów: Narve Bonnę, Jacoba Tullina Thamsa, Einara Landvika i Thorleifa Hauga, a także Amerykanina Andersa Haugena.
W konkursie wystartowało pięciu reprezentantów gospodarzy, po czterech Norwegów, Szwedów i Szwajcarów, a także trzech Czechosłowaków, dwóch Finów i po jednym Włochu i Polaku.

## Przebieg konkursu
Po pierwszej serii liderem był startujący jako trzeci Thams, który oddał skok na odległość 49 m. Drugie miejsce zajmował Narve Bonna, który skoczył 47,5 m, trzeci był zaś Anders Haugen z próbą 44 m. Skok czwartego Thorleifa Hauga miał odległość równą próbie Thamsa, jednak Haug uzyskał niższe noty za styl.
W drugiej rundzie ponownie najlepszy okazał się Thams, który po raz drugi osiągnął 49 m. Tę samą odległość miał skok Bonny. Thorleif Haug oddał najdłuższy skok w konkursie – 50 m, który został jednak nisko oceniony przez sędziów.
Finalnie zwyciężył Jacob Tullin Thams, z przewagą 0,172 punktu nad drugim Bonną, a trzeci był zaś Haug.
Po zakończeniu konkursu skoczkowie postanowili zorganizować dla publiczności towarzyski konkurs. Thoralf Strømstad osiągnął 57,5 m.

### Kwestia brązowego medalu
Prawie 40 lat po igrzyskach Strømstad skontaktował się z norweskim historykiem sportowym Jacobem Vaage twierdząc, że nota trzeciego w konkursie Hauga została błędnie obliczona i brązowy medal powinien trafić do reprezentanta Stanów Zjednoczonych Andersa Haugena, który zajął pierwotnie czwarte miejsce. W 1974 roku Międzynarodowy Komitet Olimpijski zdecydował odebrać medal nieżyjącemu już Haugowi i przekazać go reprezentantowi USA.

## Wyniki
| Miejsce | Skoczek                | Kraj              | Skok 1 | Skok 2 | Wynik punktowy |
| ------- | ---------------------- | ----------------- | ------ | ------ | -------------- |
| 1       | Jacob Tullin Thams     | Norwegia          | 49,0   | 49,0   | 18,96          |
| 2       | Narve Bonna            | Norwegia          | 47,5   | 49,0   | 18,688         |
| 3       | Anders Haugen          | Stany Zjednoczone | 44,0   | 44,5   | 17,917         |
| 4       | Thorleif Haug          | Norwegia          | 42,0   | 50,0   | 17,813         |
| 5       | Einar Landvik          | Norwegia          | 43,0   | 44,5   | 17,522         |
| 6       | Axel-Herman Nilsson    | Szwecja           | 42,5   | 44,0   | 17,147         |
| 7       | Menotti Jakobsson      | Szwecja           | 43,0   | 42,0   | 17,083         |
| 8       | Alexandre Girard-Bille | Szwajcaria        | 40,5   | 41,5   | 16,793         |
| 9       | Nils Lindh             | Szwecja           | 41,0   | 41,5   | 16,738         |
| 10      | František Wende        | Czechosłowacja    | 40,5   | 44,0   | 16,48          |
| 11      | Sulo Jääskeläinen      | Finlandia         | 42,5   | 42,5   | 16,418         |
| 12      | Nils Sundh             | Szwecja           | 41,5   | 41,0   | 16,397         |
| 13      | Tuure Nieminen         | Finlandia         | 42,5   | 41,0   | 16,263         |
| 14      | Lemoine Batson         | Stany Zjednoczone | 43,5   | 42,5   | 16,2           |
| 15      | Kléber Balmat          | Francja           | 36,0   | 39,0   | 15,5           |
| 16      | Harry Lien             | Stany Zjednoczone | 40,0   | 41,5   | 14,918         |
| 17      | Luigi Faure            | Włochy            | 34,0   | 33,5   | 13,438         |
| 18      | Peter Schmid           | Szwajcaria        | 33,0   | 33,5   | 13,438         |
| 19      | Mario Cavalla          | Włochy            | 32,0   | 32,5   | 12,605         |
| 20      | Karel Koldovský        | Czechosłowacja    | 33,5   | 39,0   | 12,501         |
| 21      | Andrzej Krzeptowski I  | Polska            | 33,0   | 32,0   | 12,458         |
| 22      | Gilbert Ravanel        | Francja           | 32,5   | 32,0   | 12,397         |
| 23      | Hans Eidenbenz         | Szwajcaria        | 42,0   | up.    | 10,313         |
| 24      | Xaver Affentranger     | Szwajcaria        | up.    | 32,5   | 7,813          |
| 25      | Martial Payot          | Francja           | up.    | 32,5   | 7,355          |
| 26      | Josef Bím              | Czechosłowacja    | up.    | up.    | 2,333          |
| –       | Louis Albert           | Francja           | up.    | up.    | 0              |